# Pontos extremos do Mónaco

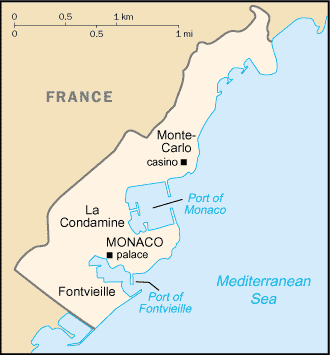
Mapa do Mónaco

Lista dos pontos extremos do Mónaco, com os locais mais a norte, sul, leste e oeste.

## Pontos extremos
- Ponto mais setentrional: 1, avenue Varavilla (43° 45′ 07″ N, 7° 26′ 13″ L)
- Ponto mais meridional: no final sul (litoral) do Parque Fontvielle (43° 43′ 29″ N, 7° 25′ 05″ L)
- Ponto mais ocidental: próximo ao final sul da Boulevard du Jardin Exotique (43° 43′ 48″ N, 7° 24′ 33″ L)
- Ponto mais oriental: próximo ao Monte-Carlo Sporting Club d'Été (43° 44′ 50″ N, 7° 26′ 23″ L)

### Altitude
- Ponto mais alto: no final mais elevado do chemin des Révoires, 161 m
- Ponto mais baixo: Mar Mediterrâneo, 0 m